# 마지막 포옹
"마지막 포옹"은 1975년에 개봉한 대한민국의 영화이다.

## 캐스팅
- 김희라 : 학수 역
- 나하영 : 김수하 역
- 이낙훈 : 고 박사 역
- 김진규 : 상현 역
- 박암
- 양광남
- 이룡
- 김웅
- 송미남
- 김지영
- 조학자
- 김승남
- 주일몽
- 임성포
- 노사강
- 이영호
- 권태옥
- 강대하
- 장진권
- 최경원
- 김영민
- 신영선
- 정희섭
- 조혜자
- 김동훈